# Christian Léon
Christian Léon (Osny, 15 de mayo de 1948 - Hamamatsu, 8 de noviembre de 1980) fue un piloto de motociclismo francés. Su especialidad fueron las carreras de resistencia aunque también compitió en el Campeonato del Mundo de Motociclismo entre 1972 y 1975.

## Biografía
Nacido en una familia modesta de cuatro hijos, Christian le llamó la atención la mecánica. Entra como aprendiz en un garaje cercano donde aprende el oficio. Inmediatamente se sintió atraído por el motociclismo y compró una 125 Magnat-Debon y posteriormente una 125 Jawa, que cambió rápidamente por una 350 de la misma marca. Es con esta máquina con la que se iniciará en la competición participando en la Subida de la colina de Méru (Oise), pero un accidente arruina la Jawa y sus esperanzas. En 1967, compró una Honda 350 y terminó noveno en las Copas Eugène Mauves y segundo en la 350 sport. Pero tras una caída , se compró una Honda 450, con la que ganó su primera subida. Unas semanas más tarde, destruyó la Honda en Montlhéry. En 1969, Marcel Seurat le ofrece una moto de Ossa para participar en pruebas de resistencia. En 1970. participó en 17 carreras, ganó 5 carreras de montaña y 5 carreras de circuito. Al siguiente año, rompió la moto en las 10 horas de Montlhéry, aunque ganaría los 1000 km de Le Mans y las 6 horas de Rouen.
En 1972, Léon prueba suerte en el Campeonato del Mundo de Motociclismo en la categoría de 500cc, aunque con poca fortuna. En cuatro temporadas, un quinto puesto en el Gran Premio de Francia es su mejor posición. Mientras tanto, en 1973, fue a Daytona (carrera que abandonó), terminó tercero en Rouen y acabó subcampeón del Campeonato de Francia por detrás de Christian Bourgeois. En resistencia corre sobre una Kawasaki Guignabodet y gana los 1000 km de Le Mans junto a Jean-François Baldé.
En 1975, lo verá correr en una König y, a pesar de una victoria en el Million Trophy, la König no es una máquina fiable. Christian termina la temporada del Mundial sobre una Yamaha 350 con la que terminó sexto en Spa en la categoría 500cc. Esto le decidió a abandonar la velocidad para fichar con el ambicioso proyecto que Honda tenía para el Campeonato de Europa de Resistencia.
En esa época se proclamó tres veces ganador de la Bol d'Or (1977, 1978 y 1979) y dos veces vencedor de las 24 Horas de Le Mans (1978 y 1979) junto a su amigo, Jean-Claude Chemarin. En ellos se juntaban la rapidez de Léon con la constancia de Chemarin. Es por ello que la pareja se coronaron varias veces Campeón de Europa porque en el momento en el que aún no existía el título de Campeón del Mundo de Resistencia.
En 1980 los resultados no acompañaron y los caminos de Honda/Leon/Chemarin se separaron. Fichó por Suzuki en 1981 pero, durante la pretemporada, en el circuito de Riyuho, murió cuando realizaba un entrenamiento sobre una Suzuki de 1000cc.

## Palmarés[3]
1976
- Ganador de los 1000 kilómetros de Mugello  con Jean-Claude Chemarin.
- 2.º de las 24 horas de Montjuïc con Jean-Claude Chemarin.
- Ganador de las 24 Horas de Lieja con Jean-Claude Chemarin.
- 2.º de la Copa de Europa de resistencia, por detrás de Jean-Claude Chemarin.

1977
- Ganador de la Bol d'Or en Mans con Jean-Claude Chemarin.
- 2.º de las 24 horas de Montjuïc con Jean-Claude Chemarin.
- 2.º de las 24 Horas de Lieja con Jean-Claude Chemarin.
- 3.º de la Thruxton 500 (500 millas) con Jean-Claude Chemarin.
- Ganador de la Copa de Europa de resistencia.

1978
- Ganador de los 1000 km de Misano con Jean-Claude Chemarin.
- Ganador de las 8 horas de Nürburgring  con Jean-Claude Chemarin.
- Ganador de las 24 horas de Montjuïc con Jean-Claude Chemarin.
- Ganador de la Bol d'Or en Castellet (France) con Jean-Claude Chemarin.
- Tercera de los 1000 kilómetros de Brands Hatch (Royaume-Uni) con Jean-Claude Chemarin.
- Ganador de la Copa FIM de resistencia.
- Ganador de las 24 horas de Le Mans con Jean-Claude Chemarin.

1979
- Ganador de las 24 horas de Le Mans con Jean-Claude Chemarin.
- Ganador de las 8 horas du Nürburgring con Jean-Claude Chemarin.
- Ganador de las 24 horas de Montjuïc con Jean-Claude Chemarin.
- Ganador de la Copa FIM de resistencia.
- Ganador de la Bol d'Or con Jean-Claude Chemarin au Castellet (France) (hors coupe d'Europe).

1980
- 2.º de las 8 horas de Assen con Jean-Claude Chemarin.
- Ganador des 8 horas de Nürburgring con Jean-Claude Chemarin.

## Resultados en el Campeonato del Mundo de Motociclismo
Sistema de puntuación desde 1969 hasta 1987:
| Posición | 1.º | 2.º | 3.º | 4.º | 5.º | 6.º | 7.º | 8.º | 9.º | 10.º |
| Puntos   | 15  | 12  | 10  | 8   | 6   | 5   | 4   | 3   | 2   | 1    |

### Carreras por año
(Carreras en negrita indica pole position, carreras en cursiva indica vuelta rápida)
| Año  | Cat.  | Equipo   | 1       | 2      | 3     | 4     | 5       | 6       | 7       | 8       | 9     | 10    | 11    | 12    | 13    | Pts. | Pos. |
| ---- | ----- | -------- | ------- | ------ | ----- | ----- | ------- | ------- | ------- | ------- | ----- | ----- | ----- | ----- | ----- | ---- | ---- |
| 1972 | 500cc | Kawasaki | GER -   | FRA 11 | AUT - | NAT - | IOM -   | YUG -   | NED -   | BEL -   | DDR - | CZE - | SWE - | FIN - | ESP - | 0    | -    |
| 1973 | 500cc | Kawasaki | FRA 5   | AUT -  | GER - |       | IOM -   | YUG -   | NED -   | BEL -   | CZE - | SWE - | FIN - | ESP - |       | 8    | 24.º |
| 1974 | 500cc | Kawasaki | FRA 13  | GER -  | AUT - | NAT 9 | IOM -   | NED DNQ | BEL 8   | SWE Ret | FIN 7 | CZE - |       |       |       | 9    | 20.º |
| 1975 | 250cc | Yamaha   | FRA DNQ | ESP -  | AUT - | GER - | NAT -   | IOM -   | NED -   | BEL -   | SWE - | FIN - | CZE - | YUG - |       | 0    | -    |
| 1975 | 500cc | König    | FRA -   |        | AUT - | GER 7 | NAT Ret | IOM -   | NED Ret | BEL 6   | SWE - | FIN - | CZE - | YUG - |       | 9    | 18.º |